# Orrbölessjön
Orrbölessjön är en sjö i Nordmalings kommun i Ångermanland och ingår i Leduåns huvudavrinningsområde. Sjön har en area på 0,69 kvadratkilometer och ligger 170,1 meter över havet. Vid provfiske har abborre, gers och gädda fångats i sjön.

## Delavrinningsområde
Orrbölessjön ingår i det delavrinningsområde (707284-167298) som SMHI kallar för Utloppet av Orrbölessjön. Medelhöjden är 193 meter över havet och ytan är 3,94 kvadratkilometer. Räknas de 12 avrinningsområdena uppströms in blir den ackumulerade arean 14,77 kvadratkilometer. Vattendraget som avvattnar avrinningsområdet har biflödesordning 2, vilket innebär att vattnet flödar genom totalt 2 vattendrag innan det når havet efter 33 kilometer. Avrinningsområdet består mestadels av skog (47 procent), öppen mark (18 procent) och jordbruk (13 procent). Avrinningsområdet har 0,67 kvadratkilometer vattenytor vilket ger det en sjöprocent på 17 procent.